# Pamburus missionis
Pamburus es un género monotípico de planta fanerógama perteneciente a la familia Rutaceae. Su única especie: Pamburus missionis, es originaria de la India.

## Taxonomía
Pamburus missionis fue descrita por (Wight) Swingle y publicado en Journal of the Washington Academy of Sciences 6: 338. 1916.
Sinonimia
- Limonia missionis Wight	[3]